# Дирекчи, Мурат
Мурат Дирекчи (тур. Murat Direkçi; род. 17 июля 1979, Антверпен) — бельгийско-турецкий профессиональный кикбоксер, выступающий в средней весовой категории.

## Ранние годы
Дирекчи родился в Антверпене, Бельгия, и был младшим сыном из трех братьев и сестер в семье выходцев из Коньи, Деребучак, Турция . Его сестра Нурай умерла в возрасте 4 лет из-за опухоли мозга, его брат Эркан умер в 2004 году в результате дорожно-транспортного происшествия в возрасте 29 лет. После завершения школьного образования Дирекчи учился в технической школе с намерением стать электриком. Однако через некоторое время он нашел работу швейцаром в ночном клубе в Антверпене. Дирекчи начал заниматься боевыми искусствами в возрасте 15 лет и изначально обучался Яну Гойваэрсу. В 1999 году он начал тренироваться под руководством Яна Пастжерика.

## Карьера
Став чемпионом Европы и мира по кикбоксингу и муай-тай, он дебютировал на K-1 против Fikri Tijarti, на турнире K-1 World Grand Prix 2006 в Амстердаме в мае 2006, выиграв техническим нокаутом в 3 раунде. В феврале следующего года, он столкнулся с чемпионом мирового гран — при K-1 World MAX 2002 Albert Kraus на K-1 World MAX 2007 в Токио (Япония) и потряс весь мир, нокаутировав Крауса в первом раунде. После победы над Краусом в 2007, Дирекчи провел ещё два боя в К-1, победив Joerie Mes и Satoru Vaschicoba. Мурат принял участие в K-1 World MAX 2008 World Championship Tournament Final 16 в апреле 2008 года, но уступил Ёсихиро Сато решением судей.
8 февраля 2009 года он стал чемпионом Showtime 70MAX, победив Гаго Драго техническим нокаутом. Он провел свою первую защиту титула против марокканского бойца Chahid Oulad El Hadj на Showtime 2009 Lommel в октябре 2009 года. В декабре 2010 года на It’s Showtime 2010 Athens в бою против Chris Ngimbi Мурат уступил решением судей тем самым передав свой пояс бойцу из Конго.
Дирекчи потерпел поражение от Robin van Roosmalen на Showtime в 2012 году в Leeuwarden 28 января 2012 года. После боя он объявил об окончании карьеры.